# 서범석 (1951년)
서범석(徐凡錫, 1951년 1월 10일 ~ , 전남 광양)은 대한민국의 공무원이다.

## 학력
- 진상초등학교 졸업
- 광주북중학교 졸업
- 광주고등학교 졸업
- 1975년 : 서울대학교 교육학 학사
- 1984년 : 서울대학교 행정대학원 행정학 석사
- 1992년 : 위스콘신매디슨대학교 대학원 교육정책학 석사
- 2010년 : 한양대학교 대학원 교육학 박사

## 경력
- 1993년 : 교육부 대학정책실 학술지원과장
- 1996년 : 교육개혁추진기획단 기획조정반장
- 1997년 : 교육부 고등교육실 산업교육정책관
- 1997년 : 서울대학교 사무국장
- 1999년 : 대통령비서실 교육문화수석실 교육비서관
- 2003년 : 교육인적자원부 차관
- 2003년 : 사법개혁위원회 위원
- 2006년 : 사립학교 교직원 연금관리공단 이사장
- 2010년 : 서울현대고등학교장
- 2012년 : 오산대학교 총장
- 2022년 : 현)남부대학교 총장

## 수상
- 1988년 : 근정포장
- 2005년 : 황조근정훈장

## 역대 선거 결과
| 선거명         | 직책명       | 대수            | 정당       | 득표율 | 득표수    | 결과 | 당락 |
| -------------- | ------------ | --------------- | ---------- | ------ | --------- | ---- | ---- |
| 제4회 지방선거 | 전라남도지사 | 35대 (민선 4기) | 열린우리당 | 19.19% | 181,756표 | 2위  | 낙선 |

| 전임 김신복 | 제4대 교육인적자원부 차관 2003년 3월 10일 ~ 2004년 7월 20일 | 후임 김영식 |